# Operasanger
Operasangere og rollerne i en opera inddeles efter stemmetype. Hovedtyperne er bas, tenor, alt og sopran, men der findes flere  stemmetyper. En operasangers stemme kan forandre sig dramatisk i sangerens levetid.
Blandt mandlige sangere skelnes der mellem stemmetyperne bas (den dybeste), basbaryton, baryton og tenor med det højeste register. I barok-operaer anvendes også kontratenorer, der er mandlige sangere der synger i falset og dermed får ca. samme højde som en kvindestemme.
Kvindernes sangstemmer opdeles i typerne alt, mezzosopran og sopran. I operasammenhæng optræder der sjældent egentlige alt-partier, mens der stort set altid er partier til sopraner og ofte også til mezzosopraner.
Operasangerne samt rollerne (partierne) i en opera betegnes:
- Buffotenor, -bas eller -alt – roller i komiske operaer (Opera Buffa)
- Dramatisk sopran, alt eller tenor – en sanger med en fyldig, dramatisk klang
- Heltetenor eller -baryton
- Karaktertenor, -baryton eller -bas
- Kavalerbaryton
- Koloratursopran – meget høj sopran der kan udføre koloraturer
- Lyrisk sopran eller tenor – en sanger med en lys klang
- Seriøs bas

## Eksterne links
- Wikimedia Commons har flere filer relateret til Operasanger